# Anastasija Borodina
Anastasija Borodina född den 5 januari 1982 i Cherson, Ukrainska SSR, Sovjetunionen, är en ukrainsk handbollsspelare.
Hon tog OS-brons i damernas turnering i samband med de olympiska handbollstävlingarna 2004 i Aten.